# Imperatriza Jekaterina Welikaja
Die Imperatriza Jekaterina Welikaja (russisch Императрица Екатерина Великая, deutsch Kaiserin Jekaterina die Große) war ein Schlachtschiff der Kaiserlich Russischen Marine aus der Zeit des Ersten Weltkrieges. Namensgeberin des Schiffes war Zarin Katharina II. Das Schlachtschiff gehörte der aus drei Einheiten bestehenden Imperatriza-Marija-Klasse an und wurde als zweites Schiff dieser Klasse in Dienst genommen. Die Kiellegung fand am 30. November 1911 auf der Werft der Vereinigten Schiffbauwerften und Stahlbaufabriken von Nikolajew in Nikolajew (seinerzeit Russisches Kaiserreich, heute Ukraine) statt; zu diesem Zeitpunkt trug das Schiff noch den Namen Imperatriza Jekaterina II. (Императрица Екатерина II.). Unter diesem Namen lief das Schlachtschiff am 6. Juni 1914 von Stapel. Im Sommer 1915 wurde das Schlachtschiff umgetauft auf den leicht abgeänderten, neuen Namen Imperatriza Jekaterina Welikaja und wurde letztlich unter diesem dann am 18. Oktober 1915 in Dienst gestellt. Das Schiff kam ausschließlich bei der russischen Schwarzmeerflotte zum Einsatz.

## Technische Aspekte und Modifikationen
Die Imperatriza Jekaterina Welikaja stellte eine leicht vergrößerte Variante der Imperatriza-Marija-Klasse dar, so maß das Schiff in der maximalen Länge statt 167,8 Metern, wie es bei den beiden Schwesterschiffen der Fall war, insgesamt 169,8 Meter; die Breite hatte sich von 27,3 Metern auf 28,1 Meter erhöht. Dieser Sachverhalt bedingte auch eine leicht größere Konstruktionswasserverdrängung von 23.783 ts (statt 22.600 ts).
Die Schiffe der Imperatriza-Marija-Klasse werden in der Fachliteratur zwar als durchaus gelungene Konstruktionen angesehen, dennoch nahmen die Einheiten vergleichsweise viel Wasser über das relativ kurze Vorschiff über, weswegen auf der Imperatriza Jekaterina Welikaja die beiden vorderen (beidseitigen) 13-cm-Geschützkasematten um etwa zwei Meter nach achtern versetzt wurden. Bei Indienstnahme befanden sich mindestens drei 7,5-cm-Mehrzweckgeschütze L/50 M1892 an Bord; die Zahl der Geschütze dieses Typs wurde vermutlich später auf bis zu fünf Rohre erhöht. Darüber hinaus befanden sich an leichteren Waffen anfangs noch vier 4,7-cm-Hotchkiss-Kanonen an Bord, diese wurden aber wahrscheinlich 1917 ausgebaut.

## Dienstzeit
Die Imperatriza Jekaterina Welikaja gehörte von der Indienstnahme an der russischen Schwarzmeerflotte an. Erste Einsätze führten das Schiff im Dezember 1915 und im Januar 1916 vor die bulgarische Küste, wobei es am 7. Januar 1916 zu einer kurzen Gefechtsberührung mit dem in osmanischen Diensten stehenden, ehemals deutschen Schlachtkreuzer Yavuz Sultan Selim kam. Der schnellere Schlachtkreuzer konnte sich dem artilleristisch überlegenen russischen Schlachtschiff infolge seiner höheren Geschwindigkeit entziehen – wobei das Gefecht teils auf eine Distanz von über 20 Kilometern ausgetragen wurde –, ohne dass es zu Schäden oder Verlusten kam. 

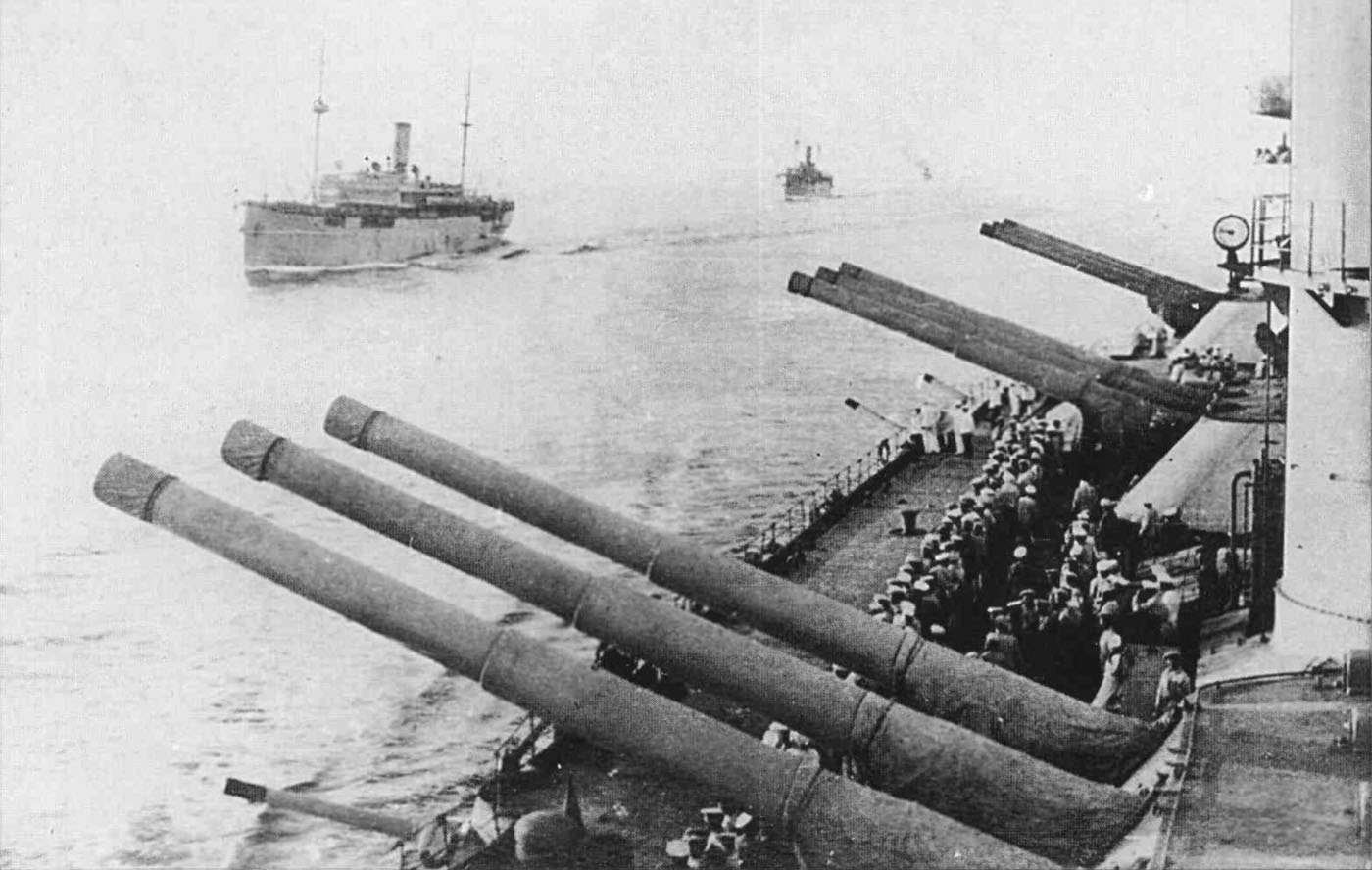
Ansicht der schweren Hauptartillerie der Imperatriza Jekaterina Welikaja (vermutlich während einer Geleitmission in Richtung Trapezunt 1916).

Zwischen dem 5. Februar und dem 18. April 1916 operierte das Schlachtschiff gegen die osmanische Schwarzmeerküste in Ostanatolien, unter anderem deckte das Schiff, zusammen mit dem Gros der Schwarzmeerflotte, russische Truppentransporte nach Trapezunt; die Stadt fiel letztlich am 18. April in die Hände der russischen Streitkräfte. Zuvor war es am 4. April 1916 vor Sürmene zu einem kurzen Gefecht der Imperatriza Jekaterina Welikaja mit dem osmanischen (ebenso ehemals deutschen) Kleinen Kreuzer Midilli gekommen. Auch in diesem Fall konnte sich das (deutlich unterlegene) osmanische Schiff dem russischen Großkampfschiff bedingt durch eine wesentlich höhere Geschwindigkeit unbeschädigt entziehen. Im Juli und August 1916 operierte das Schiff wieder gegen die bulgarische Küste, wobei unter anderem ein Angriff des Seeflugzeugtenders Orlitsa gegen den Hafen von Warna im August 1916 gesichert wurde.
Im September 1916 sowie – nachdem sich das Schiff nach einer Grundberührung vor Sewastopol zwischen Oktober und Dezember 1916 in Reparatur befunden hatte – im Januar und Februar 1917 deckte das Schlachtschiff weitere Vorstöße gegen die osmanische Küste, wobei Minenlegeoperationen gesichert und osmanische Kohleverladehäfen (unter anderem Zonguldak) beschossen wurden. Ferner wurden dabei auch mehrere osmanische Küstensegler versenkt.
Nach der Revolution in Russland und dem Ende der Zarenherrschaft im Februar 1917, wurde das Schlachtschiff am 29. April 1917 umgetauft auf den neuen Namen Swobodnaja Rossija (russisch Свободная Россия). In den nachfolgenden Monaten sah das Schiff nur mehr eine eingeschränkte Tätigkeit, operierte aber im Juni und Juli 1917 nochmals kurzzeitig gegen die osmanische Küste, wobei sich am 25. Juni 1917 erneut eine kurze Gefechtsberührung mit dem Kleinen Kreuzer Midilli ereignete. Auch in diesem Fall trennten sich die beiden Schiffe, ohne dass es zu Schäden oder Verlusten kam. Am 1. November 1917 kam es auf der Swobodnaja Rossija, auch im Kontext des Umsturzes durch die Bolschewiki (siehe Oktoberrevolution), zu einer erfolgreichen Meuterei von bolschewistischen Matrosen. Ab diesem Zeitpunkt nahm das Schiff – nun mehr unter roter Flagge – jedoch an keinen operativen Einsätzen mehr teil.

## Verbleib
Nach der Meuterei an Bord verblieb die Swobodnaja Rossija für rund ein halbes Jahr untätig im Hafen von Sewastopol. Im April 1918, im Kontext des raschen deutschen Vorstoßes nach Osten (siehe Operation Faustschlag), erfolgte die Order, das Schlachtschiff nach Noworossijsk zu verlegen. Nach der Unterzeichnung des Friedensvertrages von Brest-Litowsk, der auch die Übergabe der Swobodnaja Rossija an die siegreichen Mittelmächte vorsah, und nach dem Einlaufen deutsch-osmanischer Seestreitkräfte in Sewastopol im Mai und Anfang Juni 1918, erteilte am 18. Juni 1918 der Volkskommissar für äußere Angelegenheiten Leo Trotzki den Befehl, die Swobodnaja Rossija selbst zu versenken, um sie nicht dem vormaligen Gegner übergeben zu müssen. Das Schiff wurde daraufhin vor der Hafenausfahrt von Noworossijsk vom russischen Zerstörer Kertsch mit vier Torpedoschüssen versenkt.
In den 1930er Jahren wurden von sowjetischen Behörden (siehe EPRON) Bergungsversuche an dem in etwa 40 Metern Tiefe und kieloben liegenden Wrack vorgenommen. Hierbei wurden Munitionsbestände, die Propeller sowie vermutlich auch Teile der Maschinenanlage geborgen. Nachdem sich aber bei einem dieser Bergeversuche eine Explosion von Munition im Wrack ereignet hatte – und auch da der seit über zehn Jahren unter Wasser liegende Rumpf durch die Torpedotreffer und die Explosion bereits beträchtlich beschädigt war –, wurden seitens EPRON schließlich alle weiteren Bergevorhaben eingestellt. Das Wrack des Schiffes liegt noch heute vor Noworossijsk.

## Datumshinweis
Alle im Artikel genutzten Datumsangaben entsprechen der gregorianischen Kalenderrechnung. Es ergeben sich dadurch Abweichungen in manchen Quellen.